# توماس هيلمر
توماس هيلمر (بالألمانية: Thomas Helmer) مواليد 21 أبريل 1965 في هرفورد، ألمانيا الغربية، هو لاعب كرة قدم ألماني سابق كان يلعب كمدافع. سبق له أن لعب في كأس العالم لكرة القدم مع منتخب بلاده. لعب خلال مسيرته 427 مباراة سجل خلالها 46 هدفاً.

## المسيرة الاحترافية

### أندية لعب لها
- أرمينيا بيليفيلد
- بوروسيا دورتموند
- بايرن ميونخ
- نادي سندرلاند

## روابط خارجية
- توماس هيلمر على موقع الاتحاد الدولي (مؤرشف)  (الإنجليزية)
- توماس هيلمر على موقع الاتحاد الأوربي (الإنجليزية)
- توماس هيلمر على موقع قاعدة بيانات كرة القدم.إي يو (الإنجليزية)
- توماس هيلمر على موقع بيانات كرة القدم. دي إي (الألمانية)
- توماس هيلمر على موقع ناشيونال فوتبول تيمز (الإنجليزية)
- توماس هيلمر على موقع Soccerbase.com (لاعب) (الإنجليزية)
- توماس هيلمر على موقع Soccerway.com (الإنجليزية)
- توماس هيلمر على موقع عالم كرة القدم.نت (الإنجليزية)